# Vlag van Schotland
De vlag van Schotland, Saltire of Saint Andrew's Cross ("Sint Andreas' Kruis") genoemd, bestaat uit een wit andreaskruis op een blauw vlak. Het doek is al eeuwenlang het symbool van Schotland en wordt tegenwoordig als civiele vlag en staatsvlag gebruikt.
Naast de blauwe vlag met het witte kruis kent Schotland ook de Royal Standard of the King of Scots. Deze vlag, ook Royal Flag of Scotland of Lion Rampant genoemd, was ingesteld als de persoonlijke standaard van de Schotse koningen en is dat nu van het Britse staatshoofd in de functie van Schotse monarch. De vlag is een banier van het Schotse wapen. Ondanks de strikte beperkingen aan het gebruik van deze vlag, wordt de Lion Rampant vaak als tweede, weliswaar onofficiële, nationale vlag beschouwd.

## Symboliek
Het andreaskruis staat symbool voor het kruis waaraan de apostel Andreas, de Schotse beschermheilige, zou zijn gekruisigd. De geschiedenis van de vlag gaat terug tot de middeleeuwen. In de 18e eeuw nam het gebruik van de vlag sterk af, maar met het opleven van het Schotse nationale bewustzijn in de 19e en 20e eeuw, werd de vlag het symbool van Schotland, de Schotten en de eigen Schotse cultuur.

## Ontwerp

Saltire with "sky blue" field.

Saltire with "navy blue" field.

### Specificaties
De hoogte-breedteverhouding van de vlag is niet officieel vastgelegd; over het algemeen wordt gekozen voor de verhouding 1:2, 2:3, 3:5 of 4:5. De benen van het kruis moeten een vijfde van de breedte van de vlag innemen.

### Kleuren
Door de geschiedenis heen werden verschillende tinten blauw gebruikt, variërend van het lichte hemelsblauw tot het donkere marineblauw. Toen de Schotse vlag met de Engelse werd samengevoegd in de Union Flag, gebruikte men de donkerblauwe kleur van het blauwe vaandel van het Blue Squadron van de Engelse Royal Navy.
Hoewel dit donkere blauw specifiek gekozen werd voor Britse marinevlaggen om redenen van zichtbaarheid en houdbaarheid, werd deze blauwe tint al snel overgenomen door producenten van Schotse vlaggen. Desalniettemin waren er ook veel vlaggen met een lichtblauwe tint in omloop, wanneer de betreffende vlaggenmaker daarvoor koos. Doordat er zodoende verschillende vlaggen in omloop waren/zijn, is er vraag naar standaardisatie.
In 2003 stelde een commissie van het Schots Parlement, na consultatie van de Lord Lyon King of Arms, aan de Schotse regering voor om voor de kleur blauw de Pantone-kleur 300 te gebruiken. Deze kleur blauw is een lichtere kleur dan in de vlag van het Verenigd Koninkrijk; het blauw in de Union Flag is Pantone 280. Het voorstel is geen officiële wet geworden, maar wordt wel vrij algemeen nagevolgd.

## Geschiedenis

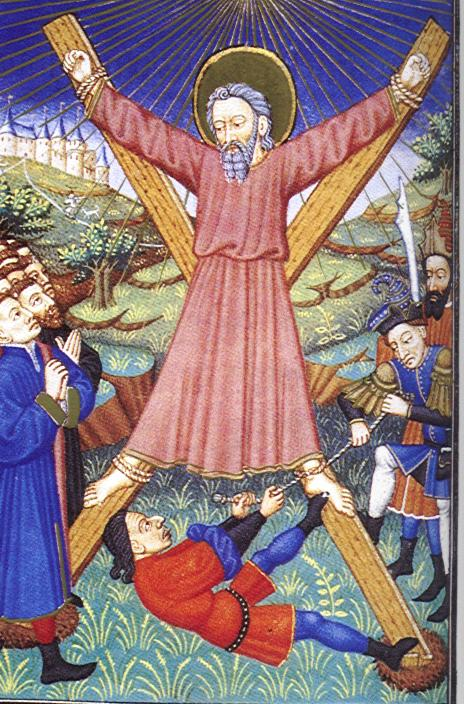
Kruisiging van Sint Andreas

### Legende van Angus II
De Schotse vlag is een van de oudste vlaggen in de wereld. Volgens een legende zou rond 832 de Pictische koning Angus II de Schotten in een gevecht tegen de Angelen geleid hebben, nabij het huidige Athelstaneford in East Lothian. Tijdens het gevecht raakte Angus omsingeld, en hij en zijn mannen baden om hulp. 's Nachts verscheen Sint Andreas, ter dood gebracht aan een kruis in de vorm van een X, voor Angus. Andreas verzekerde hem dat hij zou winnen. De volgende dag verscheen het witte andreaskruis aan de lucht. De Angelen sloeg de schrik om het hart, en werden verslagen. Sindsdien zou het andreaskruis het symbool van de Schotten zijn.

### Hoge middeleeuwen
Bewijs van het andreaskruis als Schots symbool dateert pas uit latere tijden. De oudste vermelding stamt uit 1165, in een verwijzing naar de slag van Athelstaneford. Tegen 1180 staat het andreaskruis op het zegel van St Andrews. In 1385 verklaarde het Parlement van Schotland dat Schotse soldaten het symbool als onderscheidingsteken moeten dragen. De oudste Schotse vlag met enkel het andreaskruis dateert uit 1503: een wit kruis op een rode achtergrond. Tegen 1540 was de legende over Angus II zover doorontwikkeld dat het kruis tegen een hemelsblauwe achtergrond werd geplaatst. Sindsdien is het witte andreaskruis op een blauw veld het symbool van Schotland.

### Opname in de Britse vlag
Het Schotse andreaskruis is een van de belangrijkste elementen van de Britse vlag, de Union Flag. De eerste Britse vlag werd in 1606 ontworpen, toen de vlaggen van het Koninkrijk Schotland en het Koninkrijk Engeland werden samengevoegd om de Union of the Crowns van 1603 te symboliseren. Historisch bewijs lijkt erop te wijzen dat in Schotland, en in het bijzonder op Schotse zeeschepen, een aparte versie van de unievlag werd gebruikt. Door middel van de Acts of Union (1707), die Schotland en Engeland verenigden, werd de 'Engelse' versie officieel in gebruik genomen als vlag van het Koninkrijk Groot-Brittannië.
| | | | |
| De Saltire, de vlag van Schotland: een wit andreaskruis op een blauw veld (op de afbeelding in de blauwe kleurtint Pantone 300. | De 'Schotse' unievlag werd waarschijnlijk tussen 1606 en 1707 in Schotland op kleine schaal gebruikt. | De unievlag van 1606, vooral gebruikt in Engeland. Sinds 1 mei 1707 was dit de officiële Britse vlag. | Unievlag van 1801, met het Sint-Patrickkruis, aangenomen naar aanleiding van de Act of Union van 1800. |

In 1801 werd de Britse vlag aangepast tot het huidige ontwerp, om de unie van het Koninkrijk Groot-Brittannië met het Koninkrijk Ierland te vieren. Het Kruis van Sint-Patrick, een Iers symbool, werd in de vlag van het Verenigd Koninkrijk van Groot-Brittannië en Ierland geplaatst. Daardoor bevat de Britse vlag nu drie kruizen: het Engelse Sint-Joriskruis, het Schotse andreaskruis en het Ierse Kruis van Sint-Patrick.

## Vlaginstructie

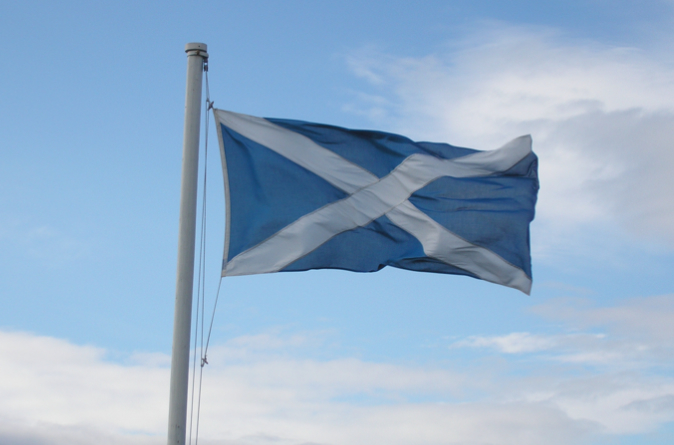
Wapperende Schotse vlag

Er is volgens de Schotse vlaginstructie geen toestemming nodig om de Schotse vlag te laten wapperen. De vlag mag altijd door ieder individu, elk bedrijf, iedere overheid of andere instelling uitgestoken worden. In recente jaren hangen Britse ambassades de vlag uit op St. Andrew's Day.
De meeste lokale Schotse autoriteiten hangen de Schotse vlag uit. In 2007 besloot de raad van het raadsgebied Angus om de Schotse vlag te vervangen door de nieuwe vlag van Angus. Dit leidde tot veel protest in Schotland, waarna besloten werd om beide vlaggen uit te hangen.

### Edinburgh Castle
Edinburgh Castle wordt beheerd door Historic Scotland, maar biedt nog onderdak aan een onderdeel van het Britse leger. Zoals op elke Britse legerbasis, hangt de Union Flag uit (in een hoogte-breedteverhouding van 3:5). Het leger hijst deze elke dag op de klokkentoren. De Schotse vlag wordt elke dag op de Half Moon Battery gehesen.
Het feit dat de Britse vlag boven Edinburgh Castle wappert leidt soms tot enige controverse. In 2001 deed een groep van twintig Schotse parlementsleden van de Scottish National Party een oproep om de Britse vlag te vervangen door de Schotse.

### Schotse parlement

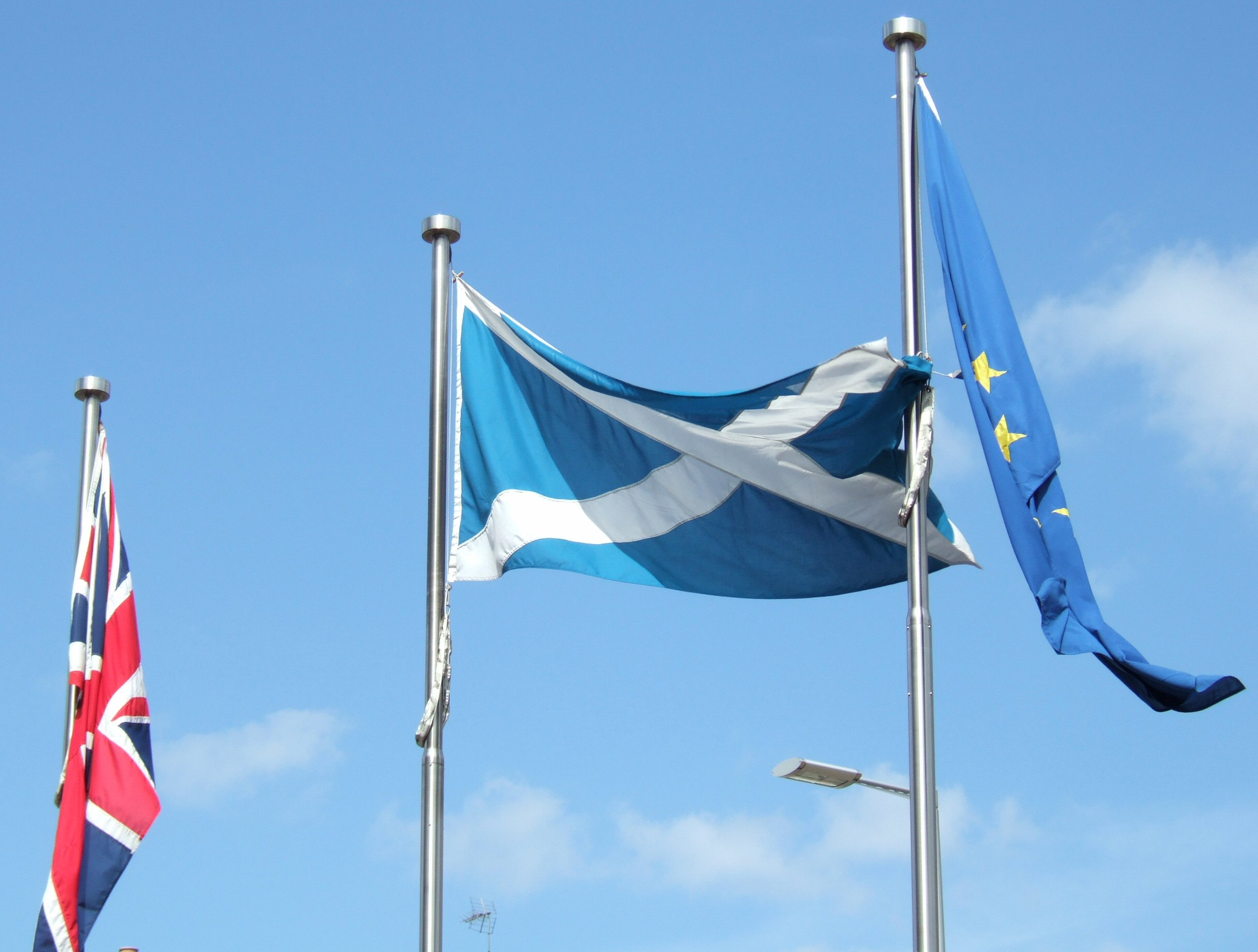
Vlaggen voor het Schotse parlement

Er staan vijf vlaggenmasten voor het Schotse parlementsgebouw in Edinburgh. De Saltire hangt altijd uit, naast de Britse vlag en de vlag van de Europese Unie. De vierde mast wordt gebruikt voor speciale gelegenheden, zoals Commonwealth Day (wanneer de vlag van het Gemenebest van Naties gehesen wordt) en de Dag van de Verenigde Naties (de vlag van de Verenigde Naties hangt in top). De vijfde mast is voor de Schotse koninklijke vlag; deze wordt alleen gehesen wanneer de Britse vorst of zijn vertegenwoordiger een bezoek brengt.

### Schotse regering
De Schotse vlag hangt uit bij alle regeringsgebouwen, van 8 uur 's ochtends tot zonsondergang. Op nationale feestdagen wordt de vlag echter niet gehesen; in plaats daarvan hangt de Union Flag uit. Dit geldt voor alle Britse feestdagen, behalve 3 september (Merchant Navy Day).
Op St. Andrew's Day geldt nog een andere bepaling. Op deze Schotse nationale feestdag mag de Britse vlag alleen gehesen worden als er meer dan één vlaggenmast is, zodat de Schotse vlag ook kan wapperen. Deze regel ontstond toen leden van het Schotse parlement klaagden dat Schotland het enige land in de wereld is dat zijn nationale vlag niet op zijn eigen nationale feestdag kon hijsen.

### De Schotse vlag op schepen

Het Schotse rode vaandel van de Royal Scots Navy

Wettelijk gezien moeten Schotse schepen net als elk Brits schip het juiste Britse vaandel gebruiken. De veerdienst Caledonian MacBrayne gebruikt de Schotse vlag als een geus. Het beroemde schip Paddle Steamer Waverley doet hetzelfde wanneer het in de buurt van de Firth of Clyde is.

Seinvlag M

Wanneer Schotse schepen de Schotse vlag zouden gebruiken, zou dit tot verwarring kunnen leiden vanwege de gelijkenig met de seinvlag M ("MIKE"), dat betekent "Mijn schip ligt stil." Om deze verwarring (en een boete) te voorkomen, wordt door Schotse booteigenaren die Schotse symboliek willen laten zien het Schotse rode vaandel gebruikt. Deze vlag, tot 1707 de vlag van de Royal Scots Navy en de Schotse koopvaardijschepen, wint de laatste jaren enorm aan populariteit. Tevens kan men op Schotse schepen soms de Lion Rampant zien, maar dat is officieel niet toegestaan.

### Lion Rampant
Het gebruik van de Lion Rampant is sterk ingeperkt. De vlag is officieel geen nationale vlag en mag niet door burgers en bedrijven gebruikt worden. Enkel de Britse vorst en enkele van zijn vertegenwoordigers mogen de vlag gebruiken.